# Madagaskar op de Olympische Winterspelen 2018
Madagaskar was een van de deelnemende landen aan de Olympische Winterspelen 2018 in Pyeongchang, Zuid-Korea.
Bij de tweede deelname van het land aan de Winterspelen nam het deel met een deelneemster. Voor de tweede keer werd deelgenomen in het alpineskiën. De zestienjarige Mialitiana Clerc, ook de vlaggendraagster bij de openingsceremonie, kwam uit op twee onderdelen.

## Deelnemers en resultaten
(v) = vrouwen 

### Alpineskiën
| Olympiër         | Onderdeel        | Resultaat | Prestatie                                                            |
| ---------------- | ---------------- | --------- | -------------------------------------------------------------------- |
| Mialitiana Clerc | reuzenslalom (v) | 48e       | 1e run: 1.21,82 (55e) 2e run: 1.17,18 (47e) totaal: 2.39,00 (+18,98) |
| Mialitiana Clerc | slalom (v)       | 47e       | 1e run: 1.01,24 (53e) 2e run: 59,03 (48e) totaal: 2.00,27 (+21,64)   |